# Sultán Rahi
Sultan Rahi (en urdu: سلطان راہی‎ n. Uttar Pradesh, Raj británico; 24 de junio de 1938 - m. Gujranwala, Punjab, Pakistán; 9 de enero de 1996) fue un popular actor, guionista y productor pakistaní. Dominó la industria cinematográfica pakistaní, Con más de 800 películas en su filmografía, es destacado por el Libro Guinness como uno de los actores más prolíficos en la historia del cine mundial. Fue asesinado durante un robo en la carretera Grand Trunk Road.

## Vida temprana
En 1938, un Subedar mayor Abdul Majeed del ejército fue bendecido con el hijo, después de mirar la cara de su hijo él visualizó que un día él gobernaría a la gente como rey así que lo nombró como sultán Muhammad Khan. Posteriormente, se demostró que no solo gobernó la industria cinematográfica de Pakistán como rey sin corona, sino que también gobernó los corazones de millones de personas que entienden el urdu y las lenguas Punjabí. Al estar en el ejército, fue enviado de ciudad en ciudad, pero sobre todo se quedó en Rawalpindi. La escuela primaria de Khan fue arreglada en Rawalpindi, siendo familia religiosa la atmósfera de la casa era puramente islámica así que este aspecto tiene papel importante en su arreglo básico que era claramente visible y permanecía vivo en vida hasta su muerte. A la edad de siete años, Rahi aprendió a recitar treinta Siparas (partes) del Quran de la mezquita del área de Gawalmandi de Rawalpindi bajo supervisión de Qari Abdul Sattar.

## Inicio de carrera
Finalmente Sultan Khan rodeó contra su deseo oculto y se trasladó a Lahore para su pasión y que estaba actuando. Llegó a Lahore con un par de paños y una gran bota militar con muchas ambiciones y sueños. Después de aterrizar en la estación de ferrocarril de Lahore, alquiló una habitación en Kachi Abadi detrás de los estudios Malika (posteriormente renombrados Javedaan Studios), cerca de Lahore Jimkhana. Él solía venir al teatro de arte de Al-Hamra para actuar en juegos de la etapa, en ese momento era un pasillo pequeño con capacidad de 125 asientos pero era incapaz de crear un espacio para sí mismo así que él comenzó a visitar King Circle Hotel cerca de Lakshmi Chowk allí actor solía sentarse alrededor durante su tiempo de ocio. Cerca de Lakshmi Chowk el centro de distribución de películas y oficinas de productores Royal Park era otro lugar donde la gente del cine eran accesibles. Pero a pesar de su esfuerzo total, Sultan Khan no pudo llamar la atención de ningún productor de cine o cineasta. Durante este período se reunió con Qavi y el director musical Kamal Ahmed, que también estaban luchando por conseguir algo de espacio. Sultan Khan y Kamal Ahmed se convirtieron en amigos y colectivamente comenzaron a visitar a diferentes cineastas para tener alguna oportunidad de actuar. Por recomendación de Qavi, el sultán Khan fue capaz de obtener una pequeña entrada en un drama escénico Shabnam Roti Hai, Riaz Bukhari que también vino de Peshawar por actuar también solía visitar el teatro Al-Hamra, después de ver la pasión y la actuación de Sultán Khan en la obra teatral Shabnam Roti Hai, predijo que un día él (Sultán Khan) se convertiría en un actor Top de Pakistán.

## Asesinato
El 9 de enero de 1996, cuando tenía 57 años y todavía prometía muchos papeles en el cine, Sultan Rahi, conducía su automóvil a través de Grand Trunk Road (una carretera entre Lahore e Islamabad), donde fue asesinado a corta distancia. Según el informe policial, Sultan fue asesinado supuestamente por dos asesinos no identificados mientras cambiaba la rueda de su vehículo.